# 230 pr. n. št.
Stoletja: 4. stoletje pr. n. št. - 3. stoletje pr. n. št. - 2. stoletje pr. n. št.
Desetletja: 280. pr. n. št. 270. pr. n. št. 260. pr. n. št. 250. pr. n. št. 240. pr. n. št. - 230. pr. n. št. - 220. pr. n. št. 210. pr. n. št. 200. pr. n. št. 190. pr. n. št. 180. pr. n. št.
Leta: 235 pr. n. št. 234 pr. n. št. 233 pr. n. št. 232 pr. n. št. 231 pr. n. št. - 230 pr. n. št. - 229 pr. n. št. 228 pr. n. št. 227 pr. n. št. 226 pr. n. št. 225 pr. n. št.

## Smrti
- - Aristarh, grški astronom, matematik (približni datum) (* 310 pr. n. št.)
- - Nikoteles, grški matematik (približni datum) (* okoli 310 pr. n. št.)
- - Aristil, grški astronom, filozof (približni datum) (* okoli 300 pr. n. št.)